# Valverde-Enrique
Valverde-Enrique é um município da Espanha na província de León, comunidade autónoma de Castela e Leão, de área 35,86 km² com população de 208 habitantes (2004) e densidade populacional de 5,80 hab/km².

## Demografia
| Variação demográfica do município entre 1991 e 2004 | Variação demográfica do município entre 1991 e 2004 | Variação demográfica do município entre 1991 e 2004 | Variação demográfica do município entre 1991 e 2004 |
| --------------------------------------------------- | --------------------------------------------------- | --------------------------------------------------- | --------------------------------------------------- |
| 1991                                                | 1996                                                | 2001                                                | 2004                                                |
| 290                                                 | 251                                                 | 215                                                 | 208                                                 |